# Burns Flat
Burns Flat és un poble dels Estats Units a l'estat d'Oklahoma. Segons el cens del 2000 tenia 1.782 habitants.

## Demografia
Segons el cens del 2000, Burns Flat tenia 1.782 habitants, 622 habitatges, i 480 famílies. La densitat de població era de 800 habitants per km².
Dels 622 habitatges en un 46,3% hi vivien nens de menys de 18 anys, en un 61,1% hi vivien parelles casades, en un 13,7% dones solteres, i en un 22,8% no eren unitats familiars. En el 20,1% dels habitatges hi vivien persones soles el 7,9% de les quals corresponia a persones de 65 anys o més que vivien soles. El nombre mitjà de persones vivint en cada habitatge era de 2,86 i el nombre mitjà de persones que vivien en cada família era de 3,32.
Per edats la població es repartia de la següent manera: un 34,3% tenia menys de 18 anys, un 9,3% entre 18 i 24, un 28,6% entre 25 i 44, un 19,7% de 45 a 60 i un 8,1% 65 anys o més.
L'edat mediana era de 30 anys. Per cada 100 dones de 18 o més anys hi havia 86,6 homes.
La renda mediana per habitatge era de 32.353 $ i la renda mediana per família de 35.870 $. Els homes tenien una renda mediana de 30.278 $ mentre que les dones 17.625 $. La renda per capita de la població era de 14.350 $. Entorn del 14,1% de les famílies i el 15,6% de la població estaven per davall del llindar de pobresa.

## Poblacions més properes
El següent diagrama mostra les poblacions més properes.